# Hotel Balkan (Bělehrad)
Hotel Balkan (srbsky Хотел Балкан) je známý bělehradský hotel. Stojí na rohu ulic Prizrenska a Terazije, jeho adresa je Prizrenska 2, poblíž Terazijské terasy a hotelu Moskva. Stejně jako v případě nedalekého paláce Albánie i tento hotel získal název podle původní pivnice stejného názvu.

## Historie
Neexistují přesné záznamy o tom, kdy byl současný hotel postaven, nebo resp. zřízen. Pravděpodobně se tak stalo v 60. a 70. letech 19. století v souvislosti s přestavbou metropole, kterou inicioval urbanista Emilijan Josimović. Původní budovu vyprojektoval Andrija Vuković v roce 1860. Již v 90. letech 19. století se hotel objevoval v bělehradských turistických průvodcích.
Současná budova hotelu se odlišuje od původní, která vznikla v 19. století. Tehdy se jednalo o jednopatrovou rohovou budovu. Původní objekt byl stržen v roce 1935 a nahrazen současným rohovým domem. Ten byl dokončen z nákladu Goluba Janiće při Srbské královské akademii v roce 1938. Později bylo k hotelu dostavěno ještě jedno patro, které nebylo součástí původního projektu.
Během osvobozování města na podzim 1944 zde probíhaly intenzivní boje mezi Němci a partyzány. Hotel přečkal období socialismu v Jugoslávii i turbulentní 90. léta 20. století a dál je provozován i ve století jednadvacátém.